# (1488) Aura
(1488) Aura es un asteroide perteneciente al cinturón de asteroides descubierto por Yrjö Väisälä desde el observatorio de Iso-Heikkilä, Finlandia, el 15 de diciembre de 1938.

## Designación y nombre
Aura recibió inicialmente la designación de 1938 XE. Más adelante se nombró por el Aura, un río finlandés.

## Características orbitales
Aura orbita a una distancia media de 3,038 ua del Sol, pudiendo alejarse hasta 3,404 ua. Su excentricidad es 0,1205 y la inclinación orbital 10,53°. Emplea en completar una órbita alrededor del Sol 1934 días.